# Kamjanka
Kamjanka (ukrainisch Кам'янка; russisch Каменка Kamenka) ist eine  ukrainische Stadt mit etwa 14.000 Einwohnern (2007) und war bis Juli 2020 das Verwaltungszentrum des gleichnamigen Rajons Kamjanka im Zentrum der Ukraine.

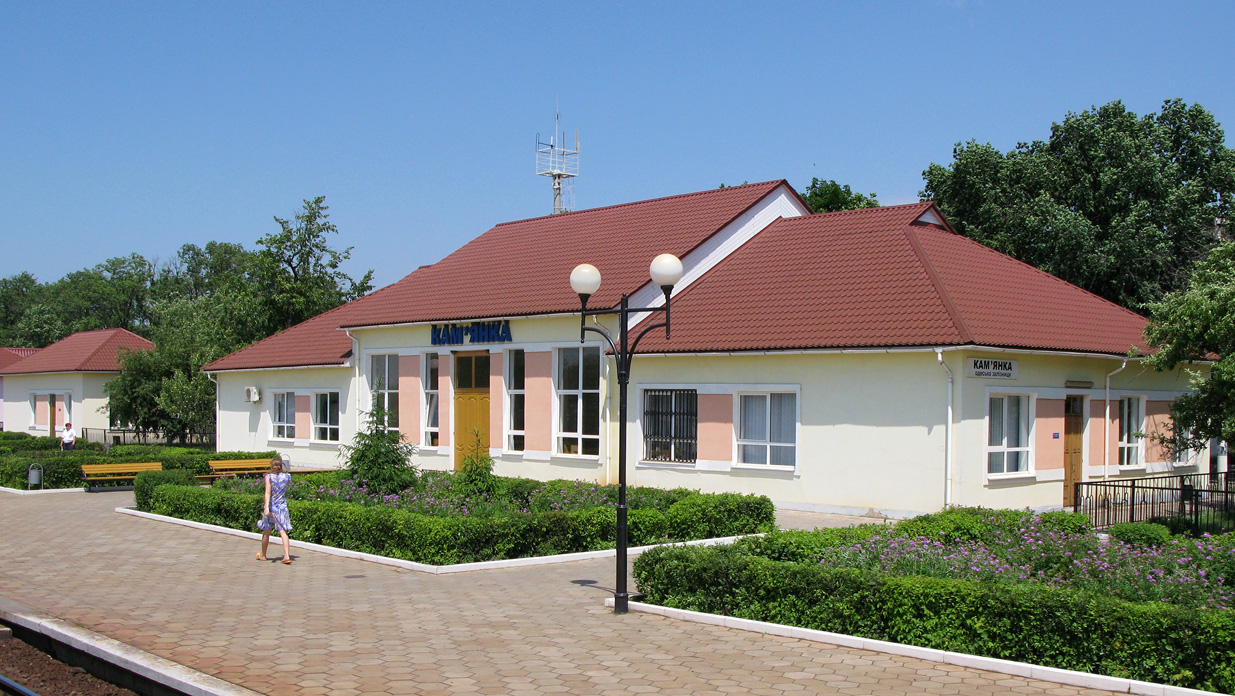
Bahnhofsgebäude im Ort

## Geographische Lage
Kamjanka liegt etwa 300 km südöstlich von Kiew in der Oblast Tscherkassy.
Smila liegt 34 km nordwestlich und Oleksandriwka 15 km südöstlich der Stadt. Das Oblastzentrum Tscherkassy liegt 61 km nördlich von Kamjanka.

## Geschichte
Der Name der Ortschaft ist von dem Wort Kamen (slaw. ‚Stein‘) abgeleitet. Zwar soll die Ur-Geschichte der Stadt auf die alten archäologischen Kulturen und protoslawischen Ansiedlungen auf diesem Gebiet zurückgehen, die eigentliche Entwicklung beginnt erst im 17. Jahrhundert: dafür sorgten die geflohenen Bauern. Im Jahre 1649 wurde der Ort vom polnischen König Kasimir an den Kosakenhetman Bogdan Chmelnizki verschenkt. 140 Jahre später verkaufte der polnische Magnat  Lubomirski – der damalige Gutsherr von Kamjanka – die künftige Stadt an den russischen Feldherrn, Fürsten von Taurien und Katharinas Favoriten Grigori Potjomkin.
Kamjanka ist bekannt durch die Künstlerkolonie, in der u. a. der russische Nationaldichter Alexander Puschkin, der Komponist Pjotr I. Tschaikowski, Freidenker und Kriegshelden aus der Zeit der Napoleonkriege wirkten. Darüber hinaus gehörte diese Ortschaft zu den wichtigsten geheimen Zentren der Dekabristenbewegung. Hier wurden die Pläne des Aufstandes gegen den Zaren geschmiedet und das Programm der künftigen republikanischen Gesellschaftsordnung ausdiskutiert. In den 1820er Jahren entstanden in Kamjanka einige Meisterwerke der Lyrik Puschkins. Hier vollendete Puschkin auch sein Poem Gefangener im Kaukasus und schrieb alte ukrainische Volkslieder auf, die er später in der Dichtung Poltawa verwendete; die Stadt wird im 10. Kapitel des Versepos Eugen Onegin erwähnt. Tschaikowski arbeitete in Kamjanka am Klavierzyklus Die Jahreszeiten, am 2. Klavierkonzert, an der 2. Sinfonie sowie an solch berühmten musikalischen Bühnenwerken wie Mazeppa, Eugen Onegin, Orleanskaja deva (Die Jungfrau von Orléans) und Lebedinoe ozero (Schwanensee). In den Jahren 1865–1891 verbrachte Tschaikowski fast jeden Sommer in Kamjanka. Zwischen 1927 und dem 15. August 1944 trug der Ort den offiziellen Namen Kamjanka-Schewtschenkiwska (Кам'янка-Шевченківська).

## Wirtschaft und Verkehr
Hypothesen zufolge lag Kamjanka an einer Kreuzung der Handelswege, womöglich auf einer Abzweigung der wenig erforschten Fortsetzung der alten historischen Straße Via Regia. Von Smila – einem wichtigen Eisenbahnknotenpunkt in der Ukraine – ist Kamjanka nur wenige Kilometer entfernt und hat eine Bahnstation an der Eisenbahnstrecke Kiew – Dnipro.
Bereits im Jahre 1820 wurde hier eine Grundwasserquelle entdeckt. Das Wasser setzte man bald bei der Produktion der Wodkaerzeugnisse in der örtlichen Spirituosenfabrik, einer der ersten in der Region, ein. Nach einer Rekonstruktion in den 1920er Jahren wurde sie zum führenden Betrieb der Branche. Für die Produktion des Wodkas wird das Wasser aus der 220 Meter tiefen Spalte, mit der nachfolgenden vielfachen Reinigung verwendet.

## Sehenswürdigkeiten
In der unmittelbaren Nähe von Kamjanka liegt das legendäre Waldstück Cholodny Jar (‚Die Kalte Schlucht‘), u. a. bekannt durch das Werk des ukrainischen Nationaldichters Taras Schewtschenko. Das Entstehen der Schlucht wird dem Aufprall eines Kometen zugeschrieben. Überlieferungen zufolge war diese Gegend bereits in der Antike besiedelt. Der älteste sichere Fund – die sogenannten „Amazonengräber“ – datiert man mit dem 4. Jahrhundert vor Chr. Später machte hier das mongolische Heer vor seinem Europa-Feldzug Station. Das historisch-kulturelle Freilichtmuseum von Kamjanka, das zu den international wichtigsten Tschaikowski- und Puschkin-Gedenkstätten gehört, umfasst mehrere denkmalgeschützte Bauten, Sammlungen sowie Parkanlagen und hat den Status eines staatlichen Schutzgebiets. Eines der Hauptexponate ist ein original erhaltener Tschaikowski-Flügel, gebaut um 1875 von der Stuttgarter Firma Schiedmayer & Söhne. In den 1990er Jahren war das Museum unterfinanziert, was die Pflege des Bestandes erschwerte. Hilfe kam u. a. aus Deutschland durch das ehrenamtliche Engagement, durch Spendensuche und damit verbundene Aktionen der Multiplikatoren. Das Museum wurde u. a. vom Europäischen Kultur- und Informationszentrum in Thüringen, von Radio Akzent, dem Pianisten Rolf Plagge und von Elianne Schiedmayer (Schiedmayer Celesta GmbH) unterstützt.

## Verwaltungsgliederung
Am 23. Juni 2017 wurde die Stadt zum Zentrum der neugegründeten Stadtgemeinde Kamjanka (ukrainisch Кам'янська міська громада/Kamjanska miska hromada), zu dieser zählten auch die Dörfer Jurtschycha und Tymoschiwka, bis dahin bildete sie die gleichnamige Stadtratsgemeinde Kamjanka (Кам'янська міська рада/Kamjanska miska rada) im Zentrum des Rajons Kamjanka.
Am 12. Juni 2020 kamen noch weitere 11 in der untenstehenden Tabelle aufgelistete Dörfer sowie die Ansiedlungen Bohdaniwske, Kalyniwka und Kopijtschana zum Gemeindegebiet.
Am 17. Juli 2020 kam es im Zuge einer großen Rajonsreform zum Anschluss des Rajonsgebietes an den Rajon Tscherkassy.
Folgende Orte sind neben dem Hauptort Kamjanka Teil der Gemeinde:
| Name                     | Name         | Name                         |
| ukrainisch transkribiert | ukrainisch   | russisch                     |
| ------------------------ | ------------ | ---------------------------- |
| Balandyne                | Баландине    | Баландино (Balandino)        |
| Bohdaniwske              | Богданівське | Богдановское (Bogdanowskoje) |
| Hruschkiwka              | Грушківка    | Грушковка (Gruschkowka)      |
| Jurtschycha              | Юрчиха       | Юрчиха (Jurtschicha)         |
| Kalyniwka                | Калинівка    | Калиновка (Kalinowka)        |
| Kateryniwka              | Катеринівка  | Катериновка (Katerinowka)    |
| Kochaniwka               | Коханівка    | Кохановка (Kochanowka)       |
| Kopijtschana             | Копійчана    | Копейчана (Kopeitschana)     |
| Kossari                  | Косарі       | Косари                       |
| Lebediwka                | Лебедівка    | Лебедевка (Lebediwka)        |
| Lusaniwka                | Лузанівка    | Лузановка (Lusanowka)        |
| Oljanyne                 | Олянине      | Олянино (Oljanino)           |
| Radywaniwka              | Радиванівка  | Радивановка (Radiwanowka)    |
| Telepyne                 | Телепине     | Телепино (Telepino)          |
| Tymoschiwka              | Тимошівка    | Тимошовка (Timoschowka)      |
| Werbiwka                 | Вербівка     | Вербовка (Werbowka)          |